# Ivonne Trías
Ivonne Trías (Montevideo, 13 de octubre de 1950) es una periodista y escritora uruguaya.

## Biografía
Cursó secundaria en el Liceo Francisco Bauzá. Ingresó a la Facultad de Humanidades pero en 1972 fue detenida y estuvo recluida trece años como presa política hasta 1985, la mayor parte del tiempo en el Establecimiento Militar de Reclusión Nº 2 conocido como Punta de Rieles.
A partir de la amnistía de marzo de 1985 integró la redacción del periódico Compañero, y el primer colectivo de redacción de la publicación feminista Cotidiano Mujer. Luego fue editora de la sección Internacional, y secretaria de redacción, de la revista Posdata. Desde 1997 forma parte de la redacción del semanario Brecha. Por el período 2003-2007 fue elegida Directora de ese semanario. Formó parte del Consejo Asesor –junto con Eduardo Galeano, Lucy Garrido, Marcelo Viñar, Constanza Moreira, José Díaz y Ruben Svirsky hasta 2014. 
Militó junto a su esposo, luego desaparecido, Carlos Alfredo Rodríguez Mercader, en la Federación Anarquista Uruguaya (FAU).
Participó en la creación de diversos observatorios internacionales de medios de comunicación. Redactora responsable de la revista Noteolvides, de la Asociación de Amigos del Museo de la Memoria.
Es autora de La tienta (2007), mención de honor en los Premios Anuales de Literatura del Ministerio de Educación y Cultura y del Premio Bartolomé Hidalgo de la Cámara Uruguaya del Libro. Dice en La tienta: «Hay que anotar el rastro, las migas de pan, los hilos en el laberinto. Son los caminos para recuperar el alma, el rostro y la sombra». De este fragmento toma prestado el título la película de Manane Rodríguez, Migas de pan (2016).
También publicó Hugo Cores, pasión y rebeldía en la izquierda uruguaya (2007) y Gerardo Gatti, revolucionario (2012), en coautoría con el investigador en historia política y social Universindo Rodríguez, que fue su pareja.
En 2021 publicó su primera novela, Broella: La ceremonia imposible (Ed Yaugurú, Montevideo, 205 págs).